# حكومة زيد الرفاعي الأولى
حكومة زيد الرفاعي الأولى هي الحكومة الخامسة والستون من حكومات المملكة الأردنية الهاشمية. شكّل زيد الرفاعي الحكومة في 26 مايو عام 1973م، بتكليف من ملك الأردن الحسين بن طلال. وقد حلّت الحكومة في 23 نوفمبر 1974.

## وصلات خارجية
- موقع رئاسة الوزراء